# Station Champigny-sur-Yonne
Station Champigny-sur-Yonne is een spoorwegstation in de Franse gemeente Champigny.